# جنوب روسليب (محطة مترو أنفاق لندن)
جنوب روسليب (بالإنجليزية: South Ruislip)‏ هي إحدى محطات مترو أنفاق لندن. تقع على خط سينترال أفتتحت في المنطقة (Zone) رقم 5 أفتتحت في 1 مايو 1908، 23 نوفمبر 1948.